# 察夫塔特
察夫塔特（Cavtat）(塞爾維亞-克羅埃西亞語發音：[t͡sǎʋtat]，直译：「旧拉古萨」)是克罗地亚杜布罗夫尼克-内雷特瓦县的一个小镇。它位于杜布罗夫尼克以南15公里的亚得里亚海海岸，是科納維爾市的中心。

## 历史

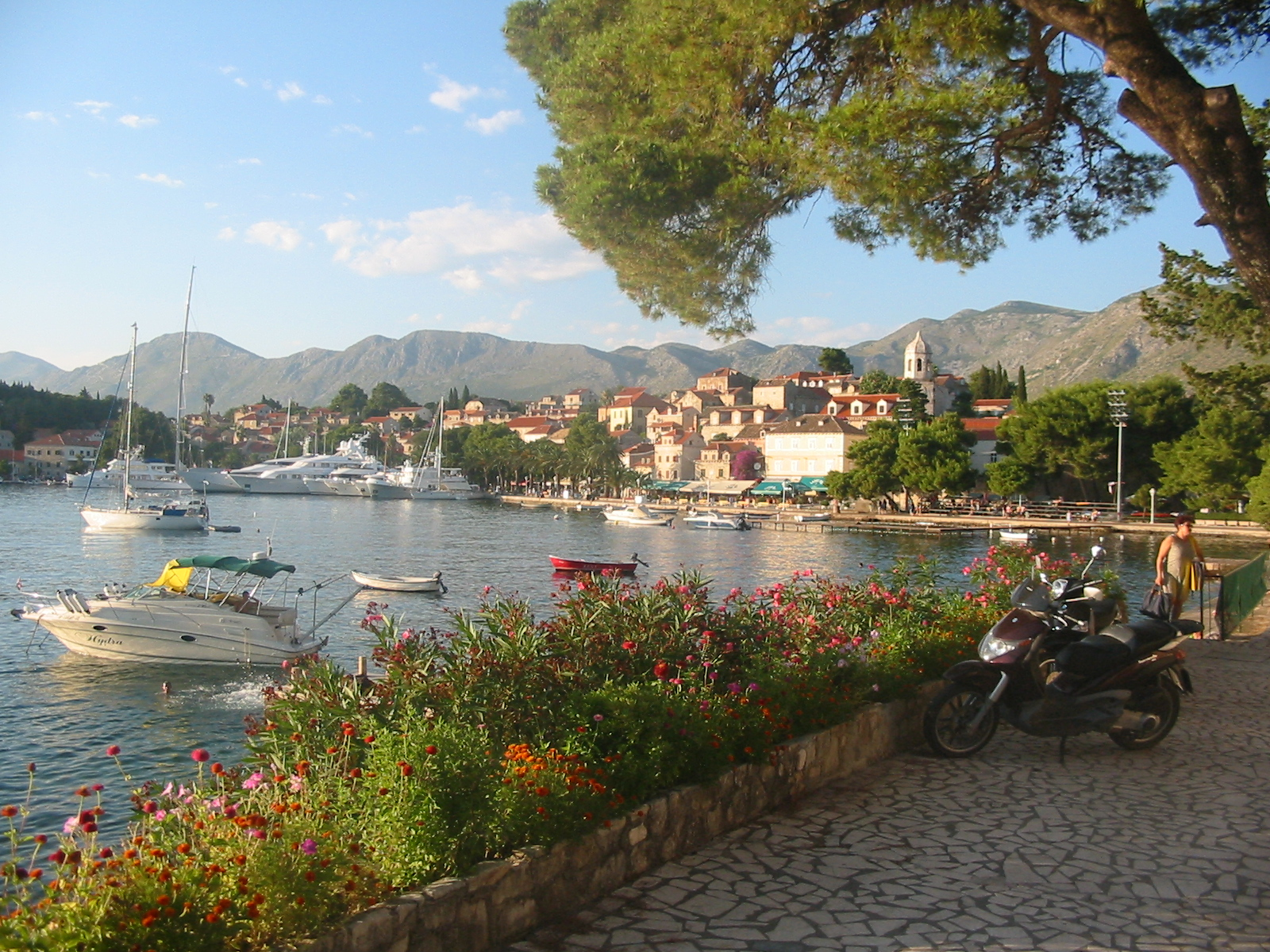

该城最早由希腊人创建公元前6世纪，名为埃皮达鲁斯（Epidaurus）希臘語：). 周围地区由伊利里亚人居住，他们称该城为Zaptal。
公元前228年，这个城市在罗马统治时期改名为埃皮达鲁姆（Epidaurum）。在6世纪的哥特战争期间，拜占庭帝国皇帝查士丁尼一世将他的舰队派往察夫塔特，并占领了该城。埃皮达鲁姆城在7世纪被阿瓦尔人和斯拉夫人洗劫和摧毁，难民逃往附近的Laus 岛，随着时间的推移，形成了拉古萨（杜布罗夫尼克）。
该镇在中世纪重建（義大利語：Ragusa Vecchia）。 不久之后，它受到其强大邻国拉古萨共和国的控制。
该城的名字揭示了其古老的起源以及与杜布罗夫尼克的联系。察夫塔特来源于，在拉丁语中意味着旧城。
今天，察夫塔特是一个受欢迎的旅游目的地，有许多酒店和私人住户出租的私人住宅和公寓。海滨遍布商店和餐馆。渡轮将该镇与邻近的Mlini和杜布罗夫尼克连接。沿街常有许多私人豪华船只和游艇。

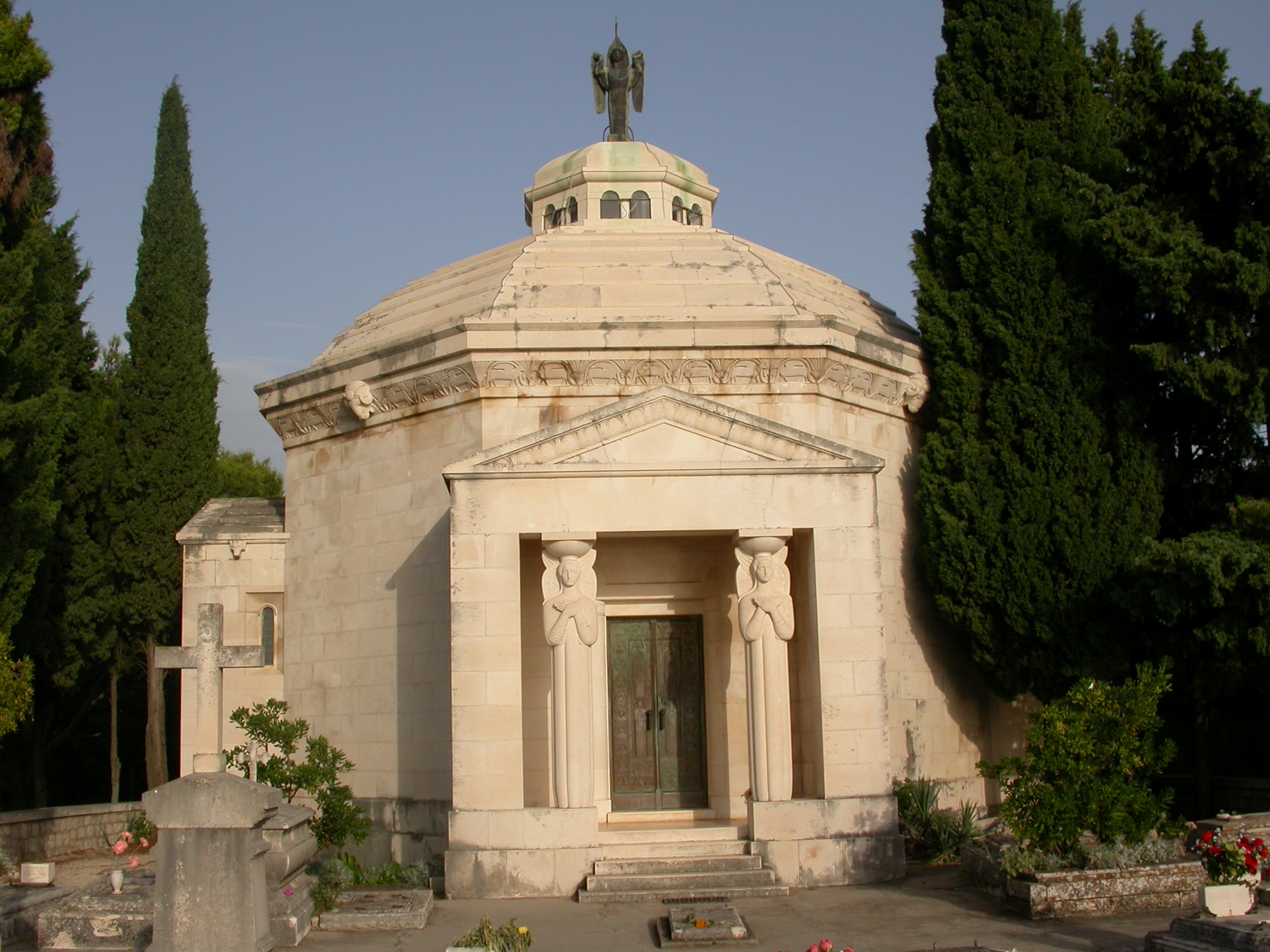
拉契奇家族陵墓

埃皮达鲁斯音乐节自2007年以来每年在察夫塔特举行。

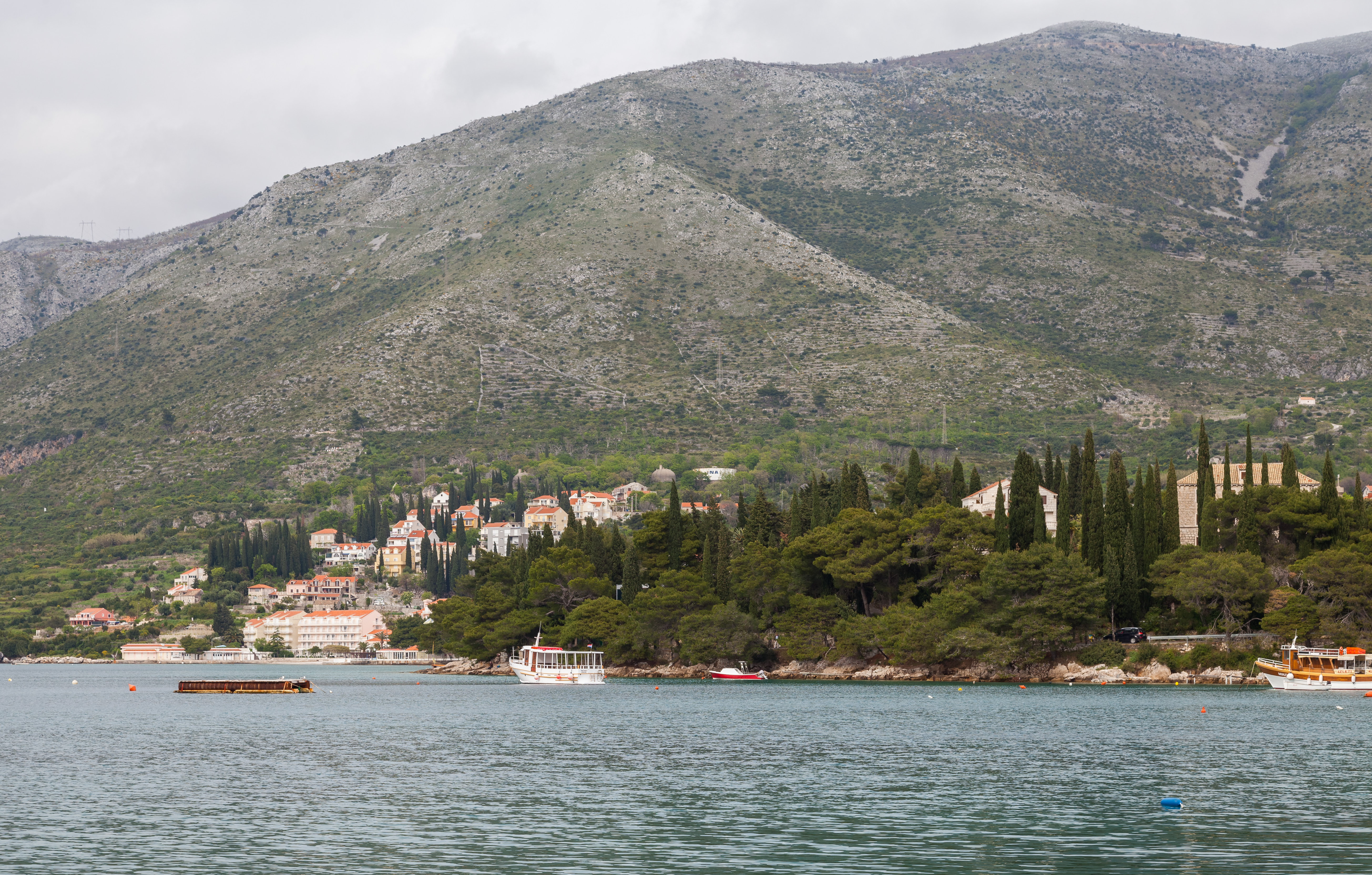
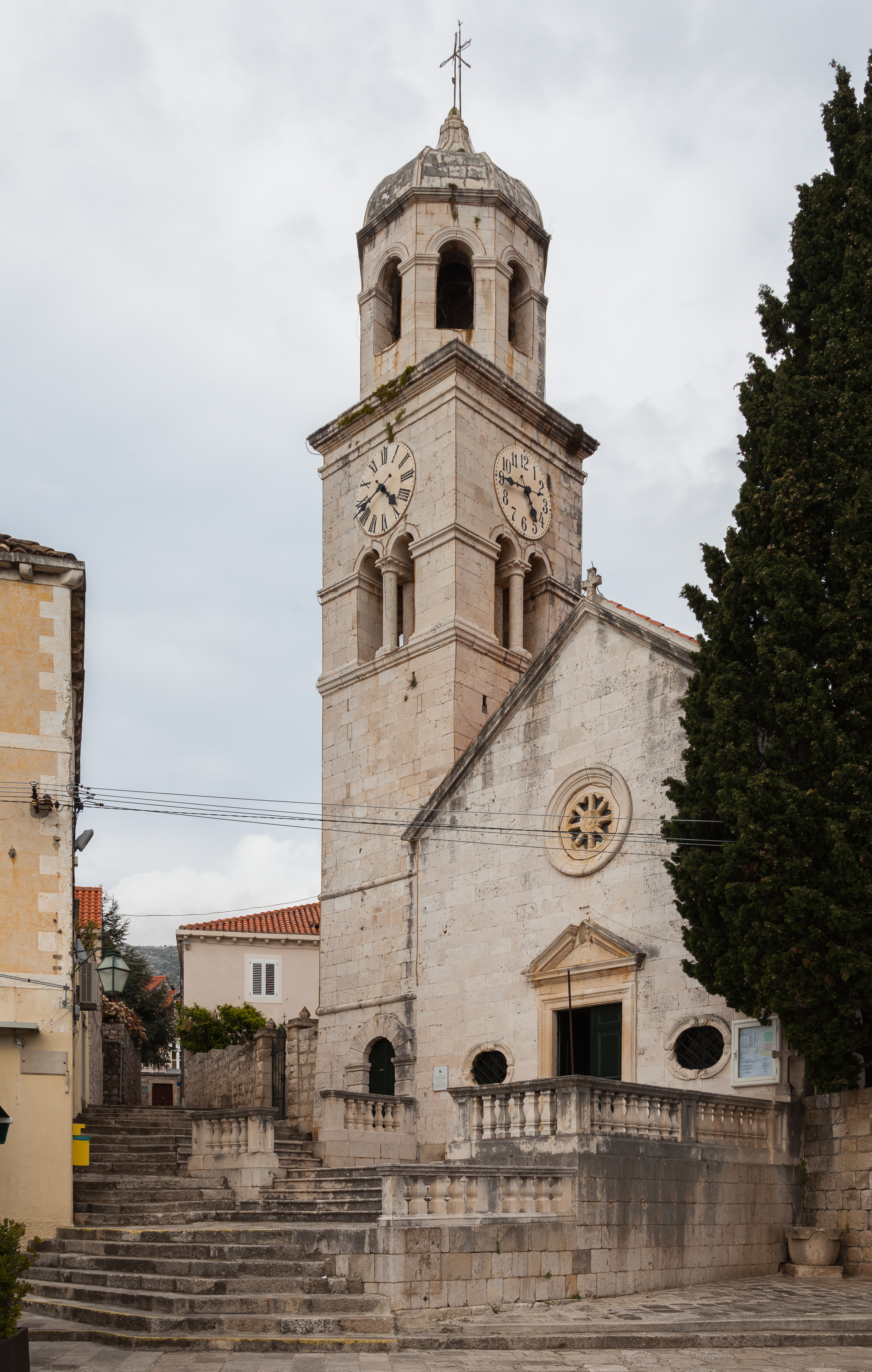
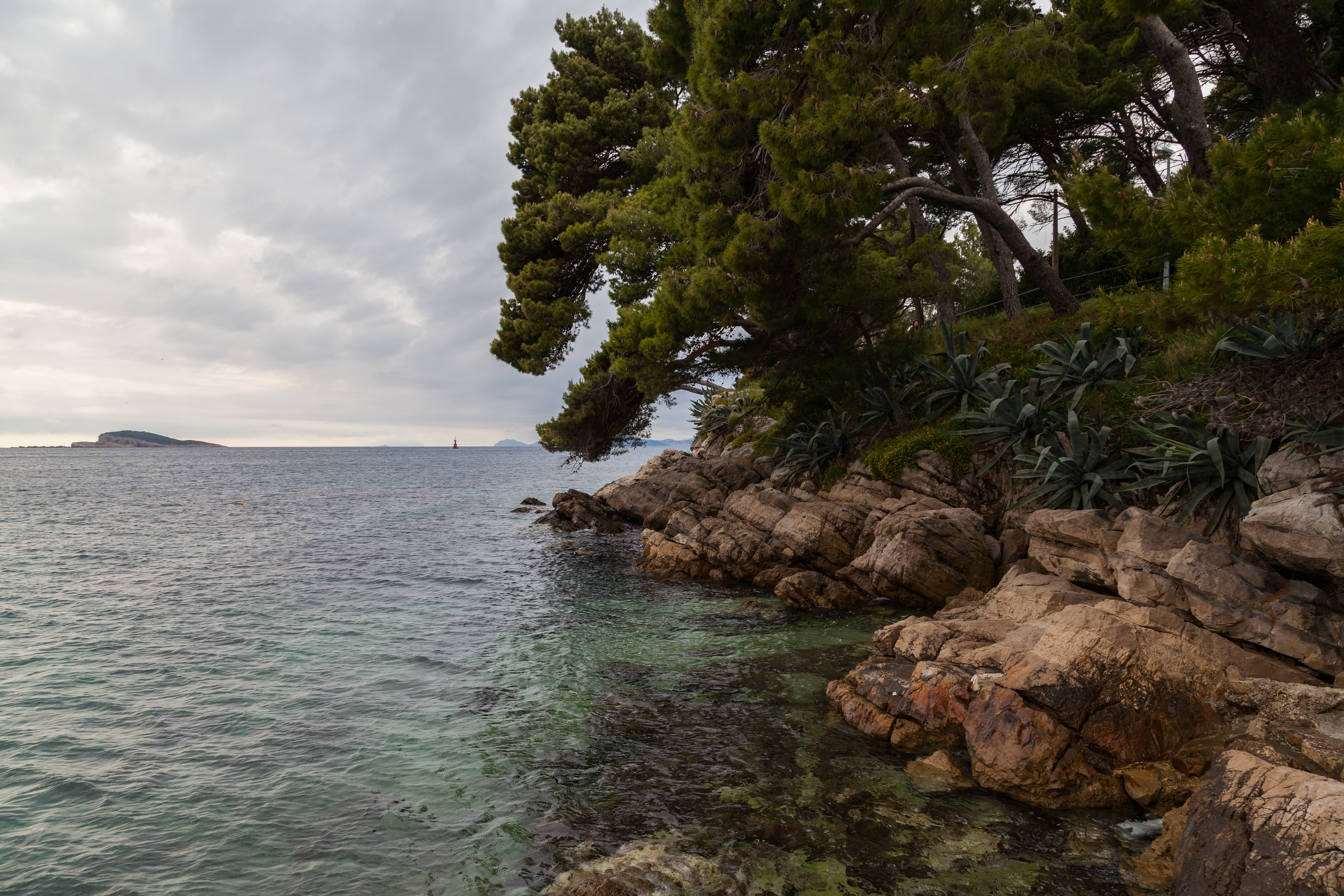
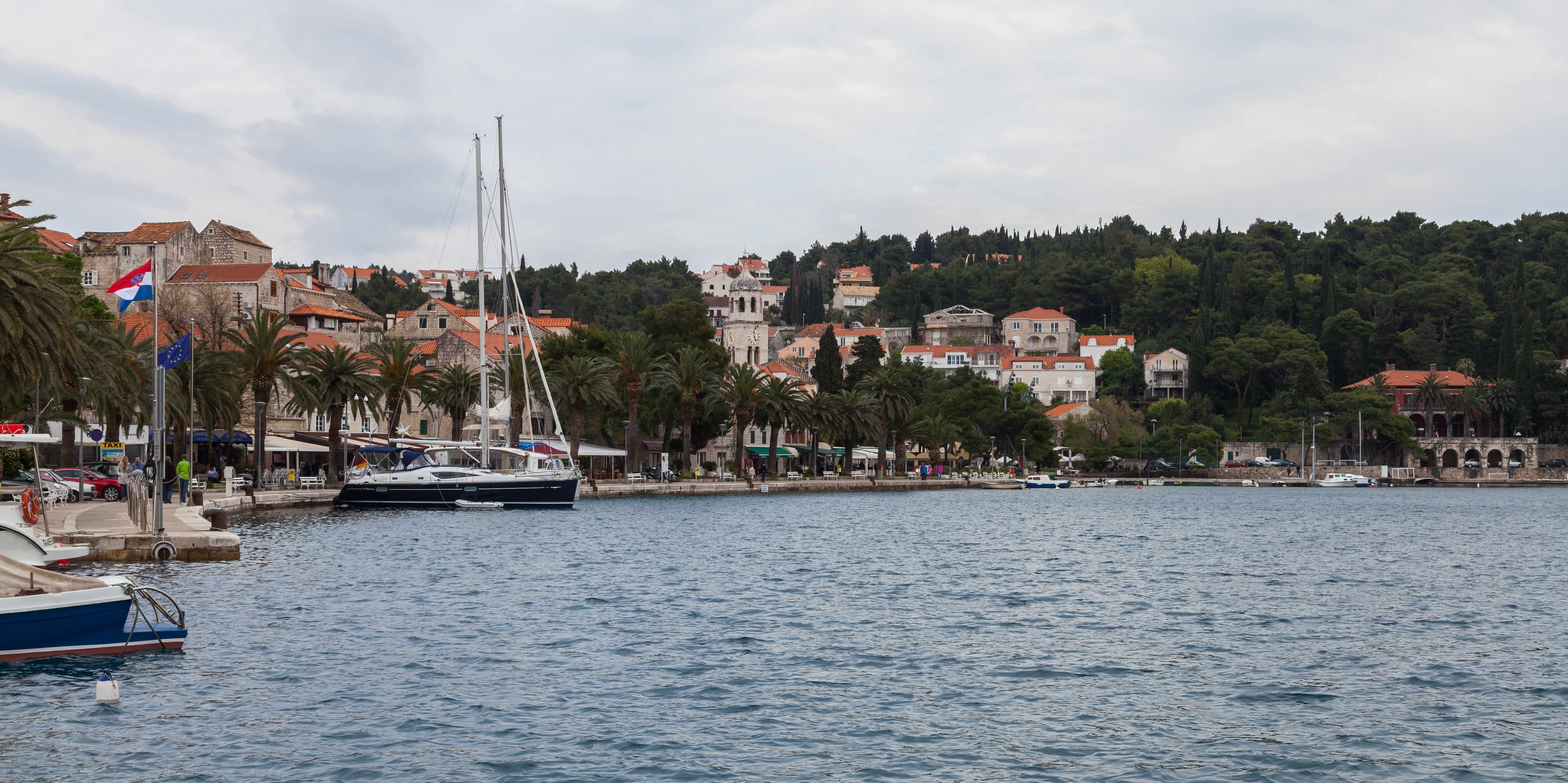
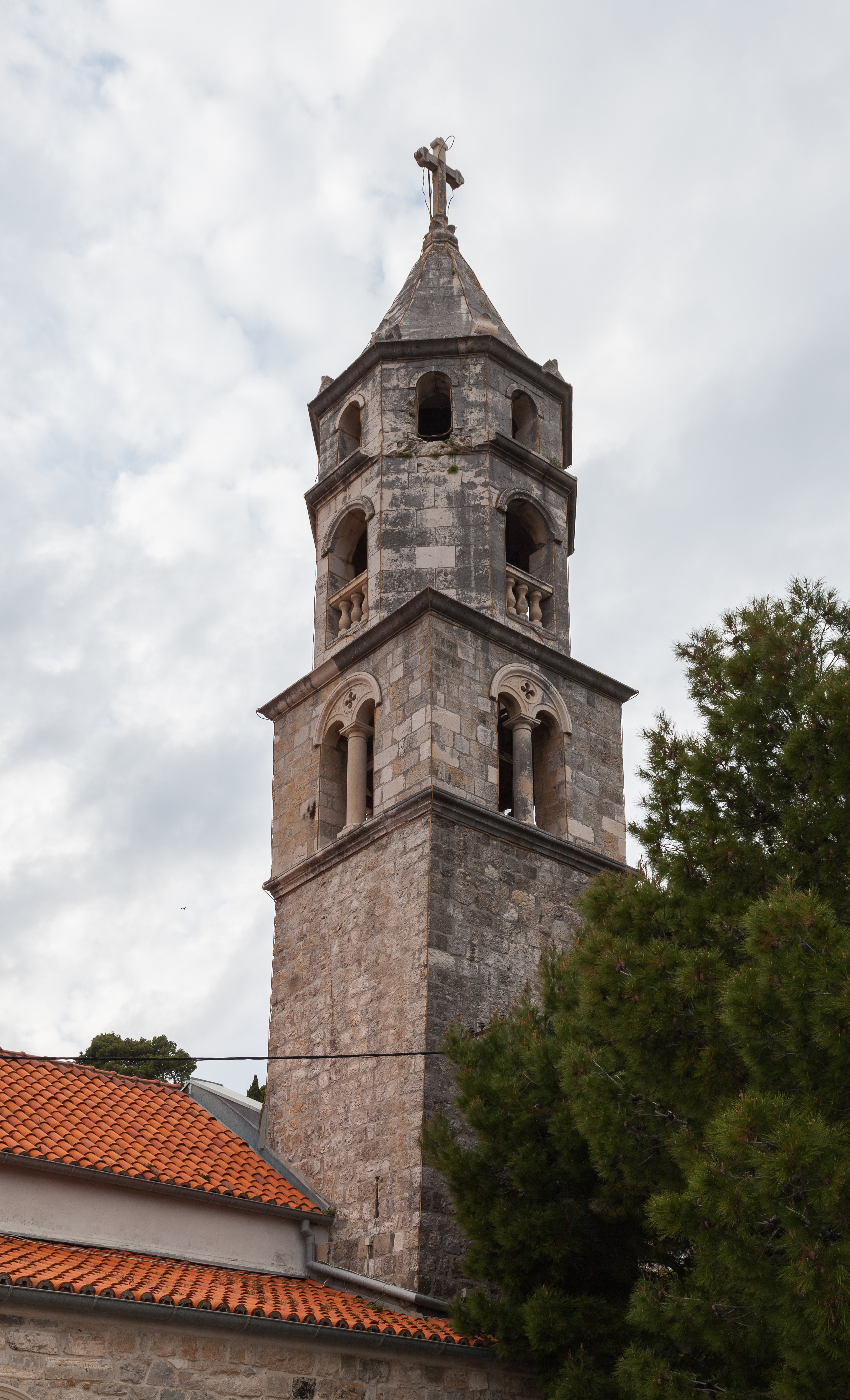
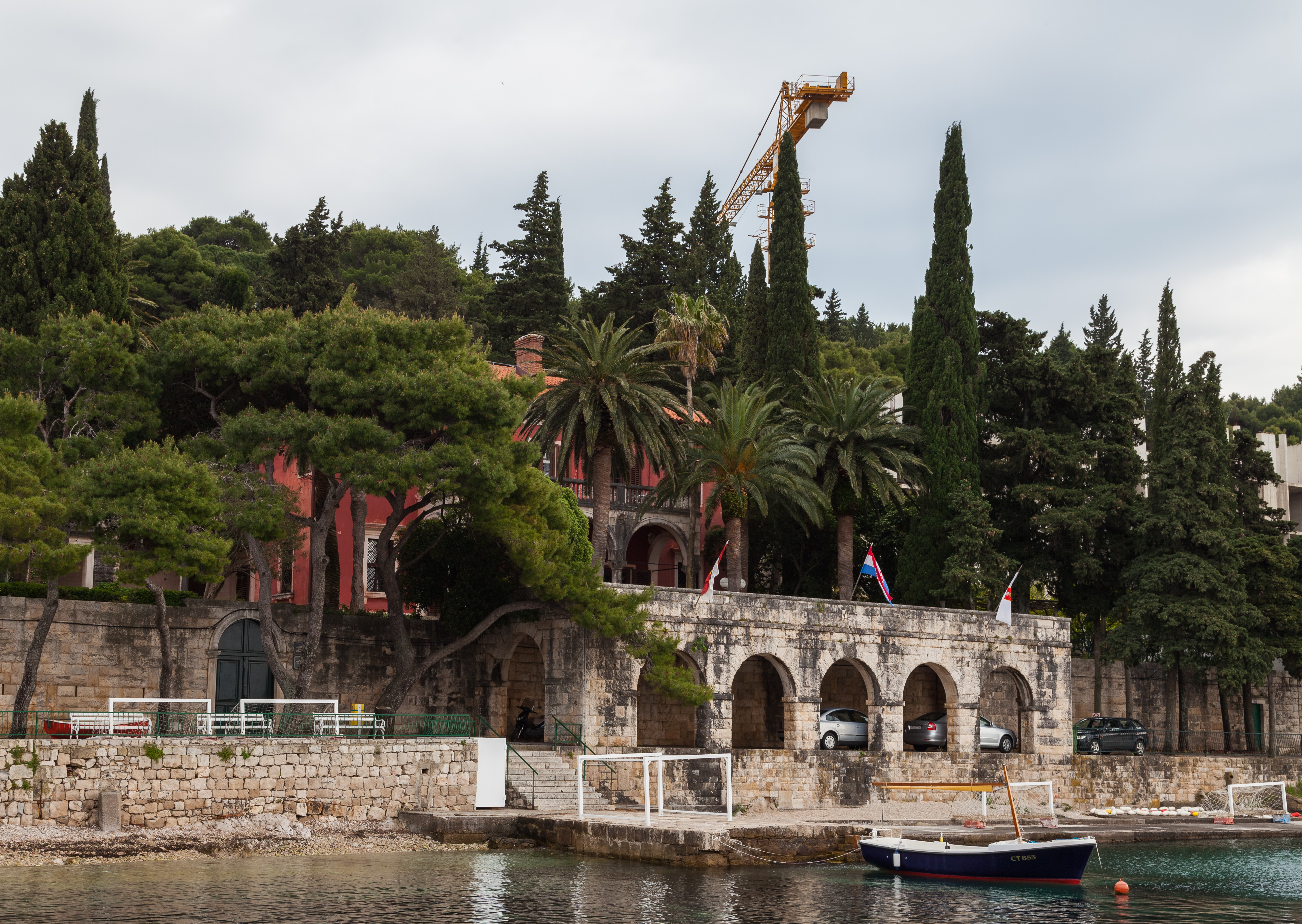